# Prîskî, Radîvîliv
Prîskî (în ucraineană Приски) este un sat în comuna Bașarivka din raionul Radîvîliv, regiunea Rivne, Ucraina.

## Demografie
Componența lingvistică a localității Prîskî
     Ucraineană (99,41%)
     Alte limbi (0,59%)
Conform recensământului din 2001, majoritatea populației localității Prîskî era vorbitoare de ucraineană (99,41%), existând în minoritate și vorbitori de alte limbi.